# Јомуди
Јомуди или Јомути су једно од пет великих туркменских племена. Насељавају прикаспијску област од Туркменбашија на северу до Горгана (Иран) на југу, а на истоку су присутни све до Хиве (Узбекистан). 
У народној уметности Јомуда издваја се посебна техника ткања ћилима (јомудски ћилим), по којој су познати и ван граница матице. Мотив јомудског ћилима присутан је на грбу и застави Туркменистана.